# Orthokieselsäure
Orthokieselsäure ist die einfachste der Kieselsäuren mit der Formel Si(OH)4. Sie ist vierbasig und gehört zur Klasse der Orthosäuren, nach den IUPAC-Regeln zu den anorganischen Oxosäuren. Gebräuchlich ist auch die Bezeichnung Monokieselsäure. Das Anhydrid der Orthokieselsäure ist SiO2.

## Geschichte
Untersuchungen von Silikaten führten Carl Weltzien zu der Vermutung, dass diese sich von einer vier Sauerstoffatome enthaltenden Kieselsäure mit der empirischen Formel H4SiO4 ableiten lassen, welche er als Orthokieselsäure bezeichnete (ortho: die „rechte“, „echte“, „richtige“). Durch Abspaltung eines Moleküls Wasser sollte daraus die Metakieselsäure (H2SiO3) entstehen.

## Vorkommen
Orthokieselsäure kommt auf der Erde in allen Gewässern vor, die Kontakt mit Siliciumdioxid oder Silikaten hatten. So enthalten viele Mineralwässer die lösliche Kieselsäure, beispielsweise enthält Gerolsteiner Mineralwasser (aus der Gerolsteiner Kalkmulde, Eifel) 49,3 mg/l Orthokieselsäure, Teinacher Classic Sprudel – Buntsandstein/Granit-Gebiet – 34,9 mg/l, Ensinger Sport – Muschelkalk/Keuper-Zone – 25,0 mg/l (entspricht 20,3 mg/l Metakieselsäure).
Letztlich gelangt die Kieselsäure in die Ozeane (Ozeanische Kieselsäure). In den obersten Wasserschichten der Ozeane wird die Sättigungskonzentration an gelöster Kieselsäure nicht erreicht, außer im Antarktischen Zirkumpolarstrom südlich 55° S. Die Konzentration an löslicher Kieselsäure nimmt mit steigender Wassertiefe zu, außerdem entlang dem „Fließband“, das vom Atlantischen Ozean über den Indischen Ozean zum Pazifischen Ozean läuft.
Orthokieselsäure in den Meeren – aber auch terrestrischen Gewässern – wird von den Kieselalgen aufgenommen und zum Aufbau interessanter, sehr vielfältiger Skelettstrukturen verwendet. Diese Algen polymerisieren die Orthokieselsäure, um ihre Zellwände aufzubauen.
Pflanzen nehmen Kieselsäure aus dem Boden auf. Kleine Mengen sind in Getreide, Gemüse und Obst enthalten. Manche Pflanzen können sie wieder ausscheiden. Das „Zinnkraut“ (Acker-Schachtelhalm, Equisetum arvense) enthält harte Polykieselsäure; es wurde früher zum Scheuern von Zinngegenständen verwendet. Andere Pflanzen scheiden Kieselsäure in Gestalt von Phytolithen aus.

## Gewinnung und Darstellung
Lange Zeit waren nur sehr verdünnte Lösungen von Orthokieselsäure zugänglich. Die Situation änderte sich im Jahr 2017, als das Monomer der Orthokieselsäure durch Hydrogenolyse von Tetrakis(benzyloxy)silan, (Si(OCH2C6H5)4), in nicht-wässrigen Lösungsmitteln, z. B. Dimethylacetamid, erhalten wurde. Die Kristallstruktur der Orthokieselsäure konnte nicht direkt bestimmt werden. Jedoch gelang eine Strukturbestimmung durch Herstellung von Komplexen mit Tetrabutylammoniumhalogeniden. Durch Röntgenstrukturanalyse wurde die Struktur bestimmt und mit der Methode der Neutronenbeugung wurde die Position der Wasserstoffatome ermittelt.

## Eigenschaften

### Physikalische Eigenschaften
Was die Auflösung von SiO2 in Wasser betrifft, könnte nach theoretischen Berechnungen zunächst ein SiO2·2H2O-Komplex gebildet werden, welcher dann in Orthokieselsäure umgewandelt würde.
Die Löslichkeit von Siliciumdioxid in Wasser hängt stark von dessen Kristallstruktur ab. Für Lösungen von amorphem Siliciumdioxid im Temperaturbereich 0 bis 250 °C unter dem Dampfdruck 200 bis 1379 bar gilt die Gleichung
log C = − (731/T) + 4,52
wobei C die SiO2-Konzentration in mg/kg und T die absolute Temperatur in Kelvin-Einheiten ist. Dies entspricht einer maximalen Löslichkeit von ca. 2 mmol/L bei Raumtemperatur. Versuche, konzentriertere Lösungen zu erhalten, führten zur Bildung von Kieselgel.

### Chemische Eigenschaften
Die oben erwähnte Ableitung des Namens Metakieselsäure durch Abspaltung von Wasser aus Orthokieselsäure bedeutet nicht, dass dies als chemische Reaktion möglich wäre. Vielmehr verläuft die Dehydratisierung in einem intermolekularen Prozess. Versucht man (verdünnte) wässrige Lösungen von Orthokieselsäure zu konzentrieren, so bildet sich das polymere Kondensat Kieselgel.
H4SiO4 ist eine schwache Säure:
{\displaystyle \mathrm {H_{4}SiO_{4}\ \rightleftharpoons } } {\displaystyle \mathrm {H_{3}SiO_{4}^{\,-}+H^{+}} }
{\displaystyle \mathrm {H_{3}SiO_{4}^{\,-}\ \rightleftharpoons } } {\displaystyle \mathrm {H_{2}SiO_{4}^{\,2-}+H^{+}} }
Zwei Dissoziationsstufen wurden ermittelt: pKs1 = 9,51; pKs2 = 11,74.
Orthosilikate sind ‚Salze‘ dieser Säure; sie werden – unsystematisch – auch als ‚Inselsilikate‘ bezeichnet.
Das Mineral Forsterit ist das Magnesiumsalz der Orthokieselsäure, Mg2SiO4. Größere Bedeutung hat der Zirkon.
Der Name Orthosilikat wird auch für Ester dieser Säure verwendet, z. B. Tetraethylorthosilicat (= Tetraethoxysilan). Diese werden aber nicht aus Orthokieselsäure hergestellt, sondern durch Alkoholyse von Tetrachlorsilan (Siliciumtetrachlorid).
Fügt man wässrigen Lösungen von Orthokieselsäure Fluoridionen zu, wird eine Hydroxygruppe durch Fluor ersetzt; es entsteht Si(OH)3F:
{\displaystyle \mathrm {Si(OH)_{4}+F^{\,-}\rightleftharpoons } } {\displaystyle \mathrm {Si(OH)_{3}F+HO^{\,-}} }

## Verwendung
Die labile Orthokieselsäure kann mit quartären Ammoniumsalzen, einigen Aminosäuren und vor allem mit Cholin ‚stabilisiert‘ werden.  Die stabilisierte Kieselsäure (englisch: ch-OSA, choline-stabilized orthosilicic acid) wird als Nahrungsergänzungsmittel gehandelt. Es wurde gezeigt, dass es dem Verlust der Dehnfestigkeit des menschlichen Haars vorbeugen sollte.
Auch das Aussehen der menschlichen Haut und der Nägel sollen positiv beeinflusst werden, um das ‚Brittle Nail-Syndrom‘ zu mildern. Das Präparat soll auch die Bildung von Kollagen fördern, was zur Therapie der Osteoporose beitragen könnte.
Bei Kälbern soll die Konzentration von Kollagen erhöht werden, wenn ch-OSA zugefüttert wird.
In einer Übersicht aus dem Jahr 2015 wird der Stand der Forschung referiert.

## Biologische Bedeutung
Wie oben ausgeführt, ist Orthokieselsäure eine für viele Organismen lebensnotwendige Verbindung. In der Natur existiert ein Kreislauf der Kieselsäuren und Silikate, biogeochemischer Silicatkreislauf genannt. Er wird durch Kieselalgen reguliert.
Bei Forschungen über die Alzheimer-Krankheit wurde als Therapiemöglichkeit die „Ausschwemmung“ des Aluminiums durch lösliche Kieselsäure untersucht. Im Bier enthaltene Kieselsäure soll die Aufnahme von Aluminium im Verdauungstrakt reduzieren; die Ausscheidung in der Niere soll erhöht sein.
Versuche zur Wirkung auf Labormäuse ergaben, dass eine subkutane Injektion ca. 1%iger Lösungen von Orthokieselsäure lokale Entzündungen und Ödeme hervorriefen. Injektionen frisch präparierter Lösungen von Orthokieselsäure (0,1 mL) in die Bauchhöhle (Peritonealraum) waren oft tödlich. Die Toxizität nahm deutlich ab, als die Lösung „alterte“, bis zu dem Punkt, wo sie in Kieselgel übergegangen war. Dann zeigte das Gel – abgesehen von der höheren Viskosität – keine Wirkung mehr. Ebenfalls toxisch waren die Lösungen, wenn sie intravenös injiziert wurden. Jedoch waren gealterte oder gelierte Lösungen ungefähr so toxisch wie frische.